# Kanton La Grand-Combe
Der Kanton La Grand-Combe ist seit 1858 ein Kanton im französischen Département Gard und im Arrondissement Alès. Im Rahmen der landesweiten Neugliederung der Kantone im Jahr 2015 wurde er von sechs auf 28 Kommunen erweitert.

## Gemeinden
Der Kanton besteht aus 27 Gemeinden mit insgesamt 20.870 Einwohnern (Stand: 1. Januar 2022) auf einer Gesamtfläche von 452,42 km²:
| Gemeinde                       | Einwohner 1. Januar 2022 | Fläche km² | Dichte Einw./km² | Code INSEE | Postleitzahl |
| ------------------------------ | ------------------------ | ---------- | ---------------- | ---------- | ------------ |
| Aujac                          | 157                      | 16,47      | 10               | 30022      | 30450        |
| Bonnevaux                      | 77                       | 8,81       | 9                | 30044      | 30450        |
| Branoux-les-Taillades          | 1.297                    | 15,02      | 86               | 30051      | 30110        |
| Cendras                        | 1.612                    | 12,86      | 125              | 30077      | 30480        |
| Chambon                        | 262                      | 14,65      | 18               | 30079      | 30450        |
| Chamborigaud                   | 886                      | 17,86      | 50               | 30080      | 30530        |
| Concoules                      | 271                      | 16,47      | 16               | 30090      | 30450        |
| Génolhac                       | 820                      | 17,30      | 47               | 30130      | 30450        |
| La Grand-Combe                 | 4.837                    | 12,01      | 403              | 30132      | 30110        |
| La Vernarède                   | 357                      | 5,59       | 64               | 30345      | 30530        |
| Lamelouze                      | 138                      | 8,83       | 16               | 30137      | 30110        |
| Laval-Pradel                   | 1.088                    | 17,68      | 62               | 30142      | 30110        |
| Les Salles-du-Gardon           | 2.403                    | 21,09      | 114              | 30307      | 30110        |
| Malons-et-Elze                 | 115                      | 31,21      | 4                | 30153      | 30450        |
| Mialet                         | 629                      | 30,76      | 20               | 30168      | 30140        |
| Ponteils-et-Brésis             | 368                      | 27,80      | 13               | 30201      | 30450        |
| Portes                         | 324                      | 14,42      | 22               | 30203      | 30530        |
| Saint-Bonnet-de-Salendrinque   | 124                      | 3,59       | 35               | 30236      | 30460        |
| Saint-Jean-du-Gard             | 2.533                    | 41,64      | 61               | 30269      | 30270        |
| Saint-Paul-la-Coste            | 327                      | 18,95      | 17               | 30291      | 30480        |
| Saint-Sébastien-d’Aigrefeuille | 510                      | 15,82      | 32               | 30298      | 30140        |
| Sainte-Cécile-d’Andorge        | 528                      | 19,09      | 28               | 30239      | 30110        |
| Sainte-Croix-de-Caderle        | 103                      | 7,63       | 13               | 30246      | 30460        |
| Sénéchas                       | 241                      | 14,86      | 16               | 30316      | 30450        |
| Soustelle                      | 120                      | 11,09      | 11               | 30323      | 30110        |
| Thoiras-Corbès                 | 603                      | 26,17      | 23               | 30329      | 30140        |
| Vabres                         | 140                      | 4,75       | 29               | 30335      | 30460        |
| Kanton La Grand-Combe          | 20.870                   | 452,42     | 46               | 3008       | –            |

## Veränderungen im Gemeindebestand seit 2015
2025: Fusion Corbès und Thoiras → Thoiras-Corbès
Bis zur landesweiten Neuordnung der französischen Kantone im März 2015 gehörten zum Kanton La Grand-Combe die sechs Gemeinden Branoux-les-Taillades, La Grand-Combe, Lamelouze, Laval-Pradel, Les Salles-du-Gardon und Sainte-Cécile-d’Andorge. Sein Zuschnitt entsprach einer Fläche von 93,72 km2. Er besaß vor 2015 einen anderen INSEE-Code als heute, nämlich 3012.